# Jumeirah
Jumeirah (tiếng Ả Rập: جميرا phát âm tiếng Dubai: [dʒʊˈmeːrɐ]) là một khu dân cư ven biển của Dubai, Các Tiểu vương quốc Ả Rập Thống nhất chủ yếu bao gồm nhà ở tư nhân thấp tầng và khách sạn. Nó có cả biệt thự cũng như các ngôi nhà phố khiêm tốn hơn được xây dựng theo nhiều phong cách kiến trúc. Khu vực này nổi tiếng với những người nước ngoài làm việc trong tiểu vương quốc và quen thuộc với nhiều khách du lịch đến thăm Dubai.

## Lịch sử
Trong suốt thời kỳ trước, người dân Dubai sống ở Jumeirah là ngư dân, thợ lặn ngọc trai và thương nhân. Vào đầu thế kỷ 20, đó là một ngôi làng gồm khoảng 45 túp lều (lá cọ), nơi sinh sống chủ yếu của người Bedouin định cư của các bộ lạc Bani Yas và Manasir. Vào thời điểm đó, Jumeirah nằm cách 'khoảng 3 dặm về phía tây nam thị trấn Dibai'.
Trong thời hiện đại (1960 trở đi) Jumeirah là khu vực chính cho các cư dân nước ngoài sinh sống ở phía tây.
Khu vực bên bờ biển trước đây được gọi là Bãi biển Chicago, là địa điểm của Khách sạn Chicago Beach cũ. Cái tên đặc biệt của địa phương này có nguồn gốc từ Công ty Chicago Bridge & Iron, trong một lần hàn các tàu chở dầu nổi khổng lồ có tên là 'Kazzans'.
Tên cũ tồn tại một thời gian sau khi khách sạn cũ bị phá hủy vào năm 1997. Khách sạn Dubai Chicago Beach là tên dự án do người dân địa phương gọi cho giai đoạn xây dựng của khách sạn Burj Al Arab cho đến khi Sheikh Mohammed bin Rashid Al Maktoum công bố tên mới - Burj Al Arab.